# Mýto (Tachov)
Mýto (německy Mauthdorf) je malá vesnice, část města Tachov ve stejnojmenném okrese v Plzeňském kraji. Nachází se asi čtyři kilometry západně od Tachova. Mýto leží v katastrálním území Mýto u Tachova o rozloze 3,45 km². Do severozápadní části katastrálního území zasahuje vodní nádrž Lučina.

## Historie
První písemná zmínka o vesnici pochází z roku 1555.

## Obyvatelstvo
V roce 1921 v tehdy samostatné obci Mýto žilo ve 46 domech celkem 236 obyvatel, z toho 232 německé národnosti. Po vysídlení německojazyčného obyvatelstva se obec nepodařilo dosídlit a více než polovina domů zanikla a počet obyvatel představuje zhruba čtvrtinu stavu z roku 1921.
| Rok            | 1869 | 1880 | 1890 | 1900 | 1910 | 1921 | 1930 | 1950 | 1961 | 1970 | 1980 | 1991 | 2001 | 2011 | 2021 |
| -------------- | ---- | ---- | ---- | ---- | ---- | ---- | ---- | ---- | ---- | ---- | ---- | ---- | ---- | ---- | ---- |
| Počet obyvatel | 284  | 248  | 268  | 250  | 261  | 236  | 236  | 99   | 59   | 73   | 34   | 21   | 56   | 41   | 48   |
| Počet domů     | 37   | 41   | 43   | 44   | 47   | 46   | 49   | 44   | 11   | 14   | 12   | 12   | 13   | 15   | 15   |

## Obecní správa
Při sčítání lidu v letech 1850–1960 Mýto bylo samostatnou obcí v okrese Tachov. V letech 1961–1971 bylo částí obce Lučina v okrese Tachov. Od 26. listopadu 1971 je částí města Tachov ve stejnojmenném okrese, kdy se konaly městské volby.

## Pamětihodnosti
- Vodní mlýn č.p. 28
- Socha svatého Jana Nepomuckého